# Outotec
Outotec Oyj, ou Outokumpu Technology jusqu'au 24 avril 2007, est une entreprise finlandaise dont le siège social se situe dans le quartier de Matinkylä à Espoo et qui procure technologies et services aux industries du métal et du minerai. Elle est cotée à l'OMX Helsinki 25.

## Histoire
En juillet 2019, Metso annonce la fusion de ses activités pour le secteur minier avec Outotec, créant un nouvel ensemble nommé Metso Outotec, détenu à 78 % par les actionnaires de Metso. Après cette opération Metso sera renommé Neles et aura un chiffre d'affaires d'environ 600 millions d'euros.

## Actionnaires
Au 29 février 2020, les plus grands actionnaires de Outotec sont:
| #  | Actionnaire          | Actions    | %     |
| -- | -------------------- | ---------- | ----- |
| 1  | Solidium             | 27 265 232 | 14,89 |
| 2  | Varma                | 12 209 960 | 6,67  |
| 3  | Ilmarinen oy         | 4 815 000  | 2,63  |
| 4  | Valtion Eläkerahasto | 4 500 000  | 2,46  |
| 5  | OP-Suomi             | 4 362 484  | 2,38  |
| 6  | Keva                 | 2 650 120  | 1,45  |
| 7  | Elo                  | 2 439 858  | 1,33  |
| 8  | Manutas Oy           | 1 735 000  | 0,95  |
| 9  | OP-Suomi Pienyhtiöt  | 1 646 429  | 0,90  |
| 10 | Aktia                | 1 550 751  | 0,85  |
|    | Total 10 premiers    | 87 747 926 | 47,92 |